# Président de l'Assemblée nationale roumaine
Listes des présidents de l'Assemblée nationale roumaine :
- Constantin Ion Parhon (1948 - 1952)
- Petru Groza (1952 - 1958)
- Mihail Sadoveanu (1958)
- Ion Gheorghe Maurer (1958 - 1961)
- Ștefan Voitec (1961 - 1974)
- Miron Constantinescu (1974)
- Nicolae Giosan (1974 - 1989)